# هاشيما
هاشيما (بالإنجليزية: Hashima, Gifu)‏ هي مدن اليابان تقع في اليابان في غيفو (محافظة).  يقدر عدد سكانها بـ 67,041 نسمة .